# 义和乡 (眉山市)
义和乡，是中华人民共和国四川省眉山市彭山区曾经下辖的一个乡。2019年12月，撤销义和乡，将其所属行政区域划归谢家街道管辖。

## 行政区划
义和乡撤销前下辖以下地区：
活桥村、杨庙村、悦园村、喻沟村和岐山村。